# Recría bovina
La recría bovina es un sistema de engorde en la cadena productiva bovina, utilizado en muchos países productores de carne bovina. Se lo considera el segundo eslabón de la cadena productiva, aunque no siempre se lo identifica como un eslabón independiente.

## Crecimiento y ganancia de peso en la recría
La recría es el periodo de la vida del animal en el que se prioriza el crecimiento óseo-muscular y no el engrasamiento, a través de un manejo nutricional adecuado. Esta etapa de la producción ganadera esta determinada por la velocidad de crecimiento del crecimiento del animal expresada como "ganancia diaria de peso vivo" (GDPV) o kg/día. Consiste en llevar al animal a un peso óptimo o a una gordura determinada por la grasa dorsal, (ya que no hay una cantidad de kilos determinada). 
Se considera crecimiento al aumento de peso experimentado por los animales desde el nacimiento hasta su estabilización en la edad adulta. Es la acumulación de tejidos con un desarrollo que se da en progresión gradual.
El crecimiento se da por ondas de crecimiento:
- Onda de crecimiento axial o primaria (desde la cabeza hacia atrás y adelante, Largo)
- Onda de crecimiento apendicular (desde las extremidades hacia arriba y abajo, Alto)
- Onda de crecimiento descendente. (Desde costillas hacia abajo. Profundidad y ancho)

| Edad     | % hueso | % músculo | % grasa |
| -------- | ------- | --------- | ------- |
| 3 meses  | 26      | 67        | 7       |
| 8 meses  | 18      | 66        | 16      |
| 33 mese  | 13      | 49        | 38      |
| 39 meses | 10      | 47        | 43      |

Se considera que la recría comienza al destete del ternero y finaliza al llegar al peso pretendido. El tipo y duración de la recría va a depender principalmente del peso de faena objetivo y de los recursos forrajeros y económicos que disponga el productor. El peso de faena puede estar regulado por los gobiernos de los países productores. 

## Categorías de bovinos que ingresan al sistema
- Terneros
- Vacas flacas
- Vaca gordas
- Toros flacos
- Toros gordos

## Tipos de recría
- Invernada (pastoril)
- Feedlot (a corral)
- Mixto